# Estigmene tripartita
Estigmene tripartita är en fjärilsart som beskrevs av Walker 1855. Estigmene tripartita ingår i släktet Estigmene och familjen björnspinnare. Inga underarter finns listade i Catalogue of Life.